# Bus del Diaol
Bus del Diaol este o arie protejată (arie specială de conservare — SAC, sit de importanță comunitară — SCI) din Italia întinsă pe o suprafață de 1,04 ha, integral pe uscat.

## Localizare
Centrul sitului Bus del Diaol este situat la coordonatele 45°56′18″N 10°54′32″E / 45.93823°N 10.90885°E.

## Înființare
Situl Bus del Diaol a fost declarat sit de importanță comunitară în iunie 1995 pentru a proteja 1 specie de animale. Situl a fost protejat și ca arie specială de conservare în martie 2014.

## Biodiversitate
Situată în ecoregiunea alpină, aria protejată conține 1 habitat natural: Peșteri inaccesibile publicului.
La baza desemnării sitului se află o specie protejată de  mamifere: liliacul mediteranean cu potcoavă (Rhinolophus euryale)